# Plaza Slavija

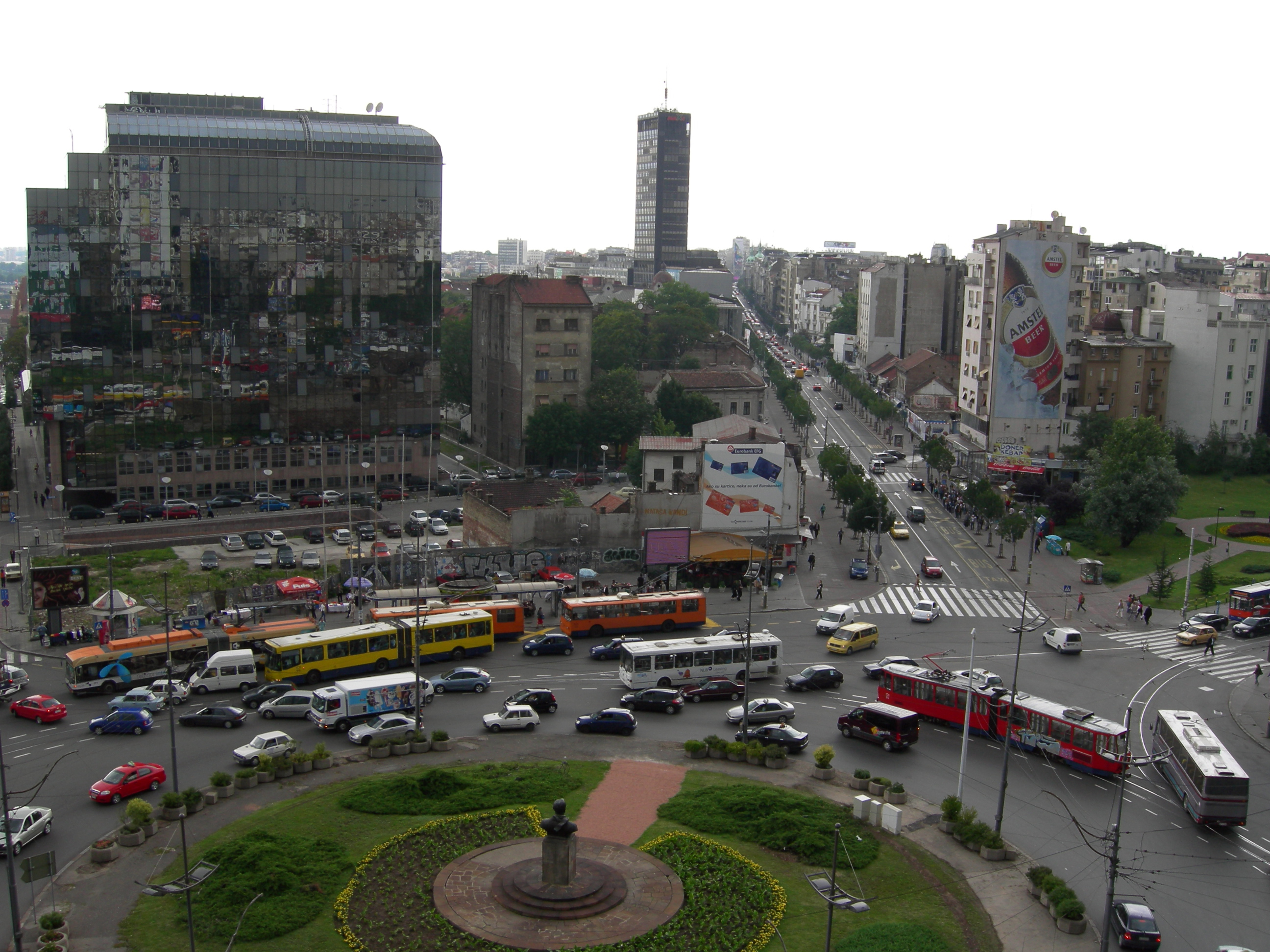
La concurrida rotonda de la Plaza Slavjia.

La plaza Slavija (en serbio: Трг Славија/Trg Slavija) es una importante plaza situada en la intersección de las calles Kralja Milana, Beogradska, Makenzijeva, Svetosavska, bulevar oslobođenja, Deligradska y Nemanjina en la ciudad de Belgrado, Serbia. La plaza se llamaba antiguamente Plaza Dimitrije Tucović en honor a este importante socialista serbio.

## Localización
Slavija está situada a menos de 1,5 kilómetros al sur de Terazije (centro de Belgrado), a una altitud de 117 metros. La mayor parte de la plaza pertenece al municipio de Vračar (parte este y central) mientras que la parte oeste pertenece al municipio de Savski Venac. La zona que rodea la plaza bordea los barrios de Cvetni Trg al norte, Grantovac al noreste, Englezovac/Savinac al sudeste y Zapadni Vračar al oeste.

## Historia

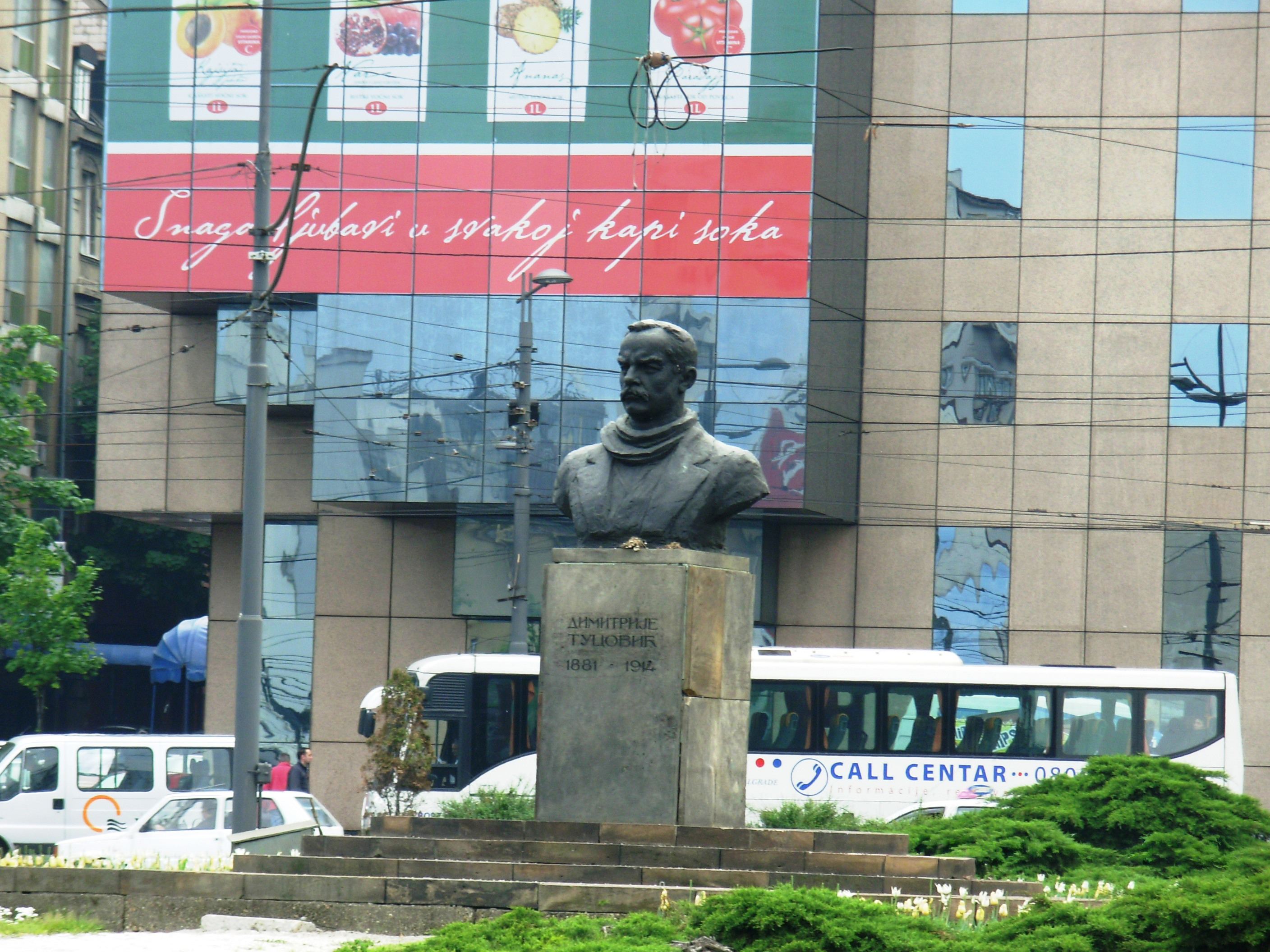
Busto de bronce de Dimitrije Tucović en el centro de la plaza.

Hasta la década de 1880, la zona alrededor de Slavija era un gran estanque en las afueras orientales de la ciudad. La creación de la plaza empezó cuando un famoso empresario escocés y el nazareno Francis Mackenzie compró una gran parcela sobre la plaza actual y la parceló para venderla (la zona recibiría posteriormente el nombre de Englezovac, en serbio "Lugar del inglés"). Poco después de esto, Mackenzie construyó una casa para él mismo en el lugar donde estaba el antiguo cine "Slavija", que en 1910 se transformó en el Centro del Pueblo Socialista, un lugar de reunión para el movimiento obrero. Los otros edificios, más pequeños, situados en la esquina de Kralja Milana con la plaza, donde estaban las antiguas cafeterías Tri seljaka y Rudničanin, fueron destruidos antes y durante la Segunda Guerra Mundial.
Slavija se proyectó como la última plaza de una sucesión de plazas a lo largo de la ruta de Kalemegdan a Englezovac: Studentski Trg-Plaza de la República-Terazije-Cvetni Trg-Slavija. Con el tiempo, Studentski Trg y Terazije perdieron su identidad de plaza, convirtiéndose en calles, mientras que Cvetni Trg, con la renovación de principios de los años 2000, está cerrada al tráfico, por lo que Slavija y la Plaza de la República son las únicas plazas verdaderas del centro de Belgrado.
Tras la Segunda Guerra Mundial, el nuevo régimen comunista renombró la plaza en 1947 en honor al prominente socialista Dimitrije Tucović y colocó un busto de bronce de Tucović en el centro de la plaza. A principios de los años 2000 volvió a su denominación de Slavija.
En 1962 se construyó el Hotel Slavija, y posteriormente se amplió (complejo Slavija A y Slavija B). En 1989 se construyó un nuevo edificio, el ultramoderno Slavija Lux.

## Importancia para el tráfico

Ruta de los tranvías en la Plaza Slavija.

Slavija es una de las plazas más importantes de Belgrado. Es uno de los pocos lugares de la ciudad donde conviven los tres tipos de transporte público (autobuses, trolebuses y tranvías). Debido a la general ineficiencia de la red de transporte de la ciudad, son frecuentes los atascos en la plaza, especialmente difíciles si existe alguna otra razón (mal tiempo, nieve, obras…).
De la calle salen ocho calles:
- El Bulevar de la Liberación, que atraviesa la colina de Vračar y conecta con Autokomanda y la autopista;
- Svetog Save, que también sube hacia la colina de Vračar y termina en el Templo de San Sava;
- Makenzijeva, que pasando también por Vračar lo conecta con el barrio de Čubura;
- Prote Mateje, que conecta la plaza con la calle más larga de Belgrado, el bulevar Kralja Aleksandra;
- Beogradska, que también la conecta con el bulevar Kralja Aleksandra, el barrio de Tašmajdan y continúa hasta Palilula;
- Kralja Milana, la calle principal de Belgrado, que va hacia el centro (Terazije) y continúa hacia la Plaza de la República y Kalemegdan;
- Nemanjina, que conecta la plaza a las estaciones de ferrocarriles y autobuses y a la orilla del río Sava;
- Deligradska, que la conecta al enorme complejo del Centro Clínico de Serbia;

## Arquitectura
Debido a los numerosos y constantes cambios en la estructura del tejido urbano que rodea la plaza, Slavija se hizo sinónimo de una zona fea arquitectónicamente de Belgrado. Es origen de una de las leyendas urbanas más populares de Belgrado: la maldición del Mitićeva rupa ("El agujero de Mitić").

### Mitićeva rupa
Vlada Mitić, una de las personas más ricas de Belgrado antes de la Segunda Guerra Mundial, compró una parcela en Slavija, en la esquina de Kralja Milana con Beogradska, para construir los grandes almacenes más grandes de los Balcanes, pero el estallido de la guerra paralizó el proyecto. Tras la guerra, el gobierno comunista encarceló a Vlada Mitić y confiscó todas sus propiedades, incluida su parcela en Slavija y preparó el dinero para la construcción de unos grandes almacenes. Entre 1946 y 1980 se redactaron 26 proyectos diferentes para la parcela, pero ninguno se construyó. El entonces alcalde de Belgrado, Bogdan Bogdanović decidió colocar un gran reloj de sol en la parcela. A principios de los años 1990, Dafiment banka, una de las estafas piramidales más importantes del régimen de Milošević, compró la parcela y anunció la construcción de un monumental centro comercial, pero después de que el proyecto fracasara completamente (técnicamente, se trató de un esquema Ponzi), el entonces solar vallado se transformó en vertedero. Después del cambio de régimen del 2000, se limpió la zona y se construyó un parque temporal en su lugar. Continuaron fracasando proyectos, incluido un gigantesco centro comercial ultramoderno construido por israelíes que resultó ser un engaño total. Todo esto ha sido más que suficiente para que la gente considere que el "agujero" es un lugar maldito.

## Edificios en la plaza

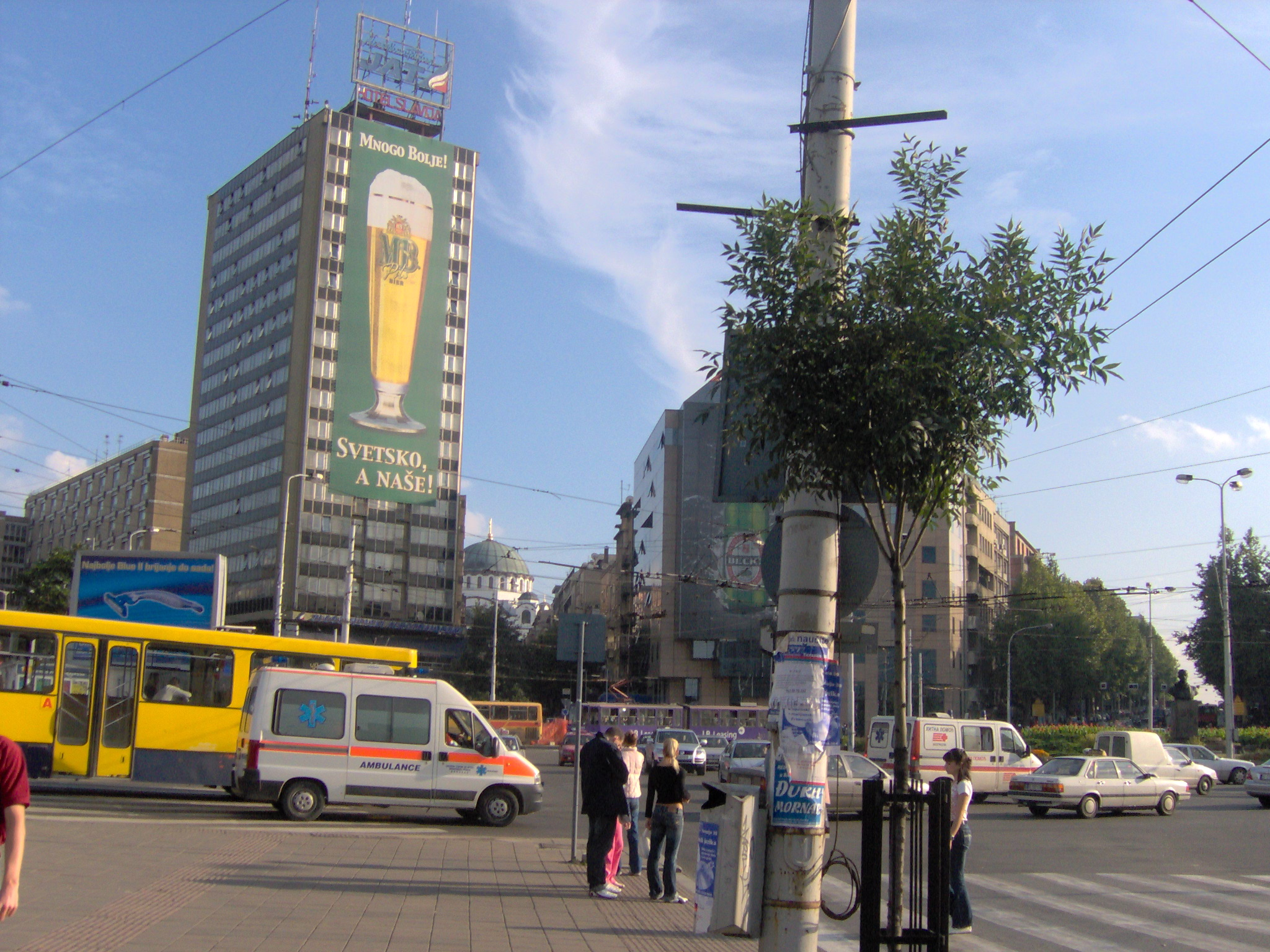
La Plaza Slavija mirando hacia el "Jat Airways Slavija Hotel" (centro) y Slavija Lux (derecha).

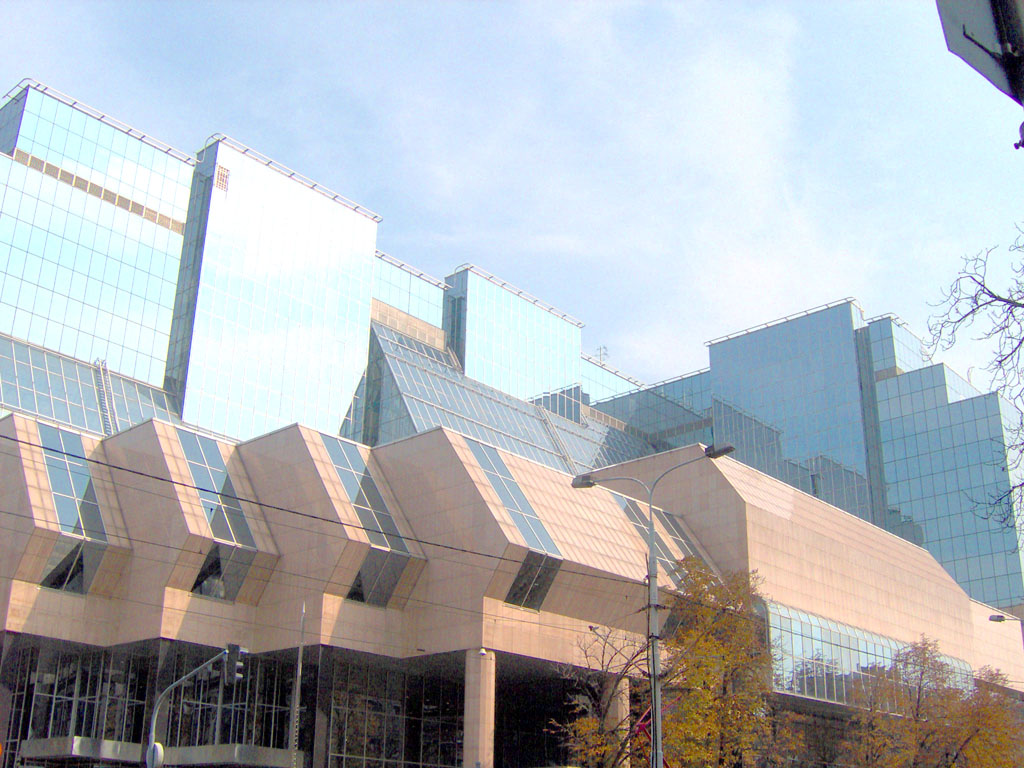
La sede del Banco Nacional de Serbia.

### Cine Slavija
En el lugar de la residencia de Francis Mackenzie, se construyó el cine "Slavija", entre las calles Beogradska y Prote Mateje. Durante décadas fue uno de los símbolos de Belgrado, pero fue demolido a principios de los años noventa. Al igual que el agujero de Mitić, ninguno de los proyectos de construcción en esa parcela se ha realizado. Sin saber qué hacer con la parcela vacía, el ayuntamiento de la ciudad lo transformó en un aparcamiento temporal.

### Hoteles Slavija
Hay tres hoteles Slavija en la plaza:
- Slavija A, entre las calles Makenzijeva y Svetog Save, justo en la plaza;
- Slavija B, también entre estas dos calles, pero detrás del Slavija A (junto al cual forma un complejo), más lejos de la plaza;
- Slavija Lux, entre los hoteles antiguos, entre la calle Svetog Save y el bulevar de la Liberación.

El antiguo hotel Slavija de 1962, de Estilo Internacional, es visto por los belgradenses como un edificio obsoleto y feo, con su "aspecto de hospital", especialmente comparado con el moderno Slavija Lux de mármol y cristal que encaja perfectamente con los edificios situados detrás de él. El interior del hotel está decorado con paneles de madera en la mayoría de superficies de las habitaciones. Tiene un Casino y un gran restaurante. El hotel no ha sido renovado desde 1962 y todavía sigue en funcionamiento, aunque no usa todas las habitaciones.

### Banco Nacional de Serbia
La construcción del nuevo edificio del Banco Nacional de Serbia también empezó a principios de la década de 1990. Está un poco más lejos de la plaza propiamente dicha, pero debido a su tamaño es visible desde muchos lugares de Belgrado. Los problemas económicos causaron una década y medio de retrasos. Muchos belgradenses consideraron esta masiva construcción fea e inapropiada para su ubicación y en 1994 el entonces gobernador del banco, Dragoslav Avramović, afirmó que no se trasladaría a nuevo edificio aunque se completara a tiempo. El edificio se completó en 2006.